# Camacinia harterti
Camacinia harterti is een libellensoort uit de familie van de korenbouten (Libellulidae), onderorde echte libellen (Anisoptera).
De wetenschappelijke naam Camacinia harterti is voor het eerst geldig gepubliceerd in 1890 door Karsch.